# Ovidiu Olteanu
Ovidiu Olteanu (* 6. August 1970 in Brașov) ist ein ehemaliger rumänischer Leichtathlet, der im Mittel- und Langstreckenlauf an den Start ging. Seinen größten Erfolg feierte er mit dem Gewinn der Silbermedaille über 3000 Meter bei den Halleneuropameisterschaften 1994 in Paris. Auch seine Ehefrau Denisa Costescu war als Leichtathletin aktiv.

## Sportliche Laufbahn
Erste internationale Erfahrungen sammelte Ovidiu Olteanu vermutlich bei den Balkanspielen in Sofia, bei denen er in 3:43,60 min die Silbermedaille im 1500-Meter-Lauf hinter seinem Landsmann Ion Bogde gewann und sich über 5000 Meter in 14:21,80 min die Bronzemedaille hinter dem Türken Zeki Öztürk und seinem Landsmann Ion Avramescu sicherte. Im Jahr darauf schied er bei den Hallenweltmeisterschaften in Toronto mit 7:53,17 min in der Vorrunde im 3000-Meter-Lauf aus und im Sommer kam er bei den Freiluft-Weltmeisterschaften in Stuttgart im Vorlauf über 5000 Meter nicht ins Ziel und schied über 1500 Meter mit 3:47,62 min in der ersten Runde aus. 1994 siegte er bei den Balkan-Hallenmeisterschaften in Piräus in 7:52,56 min über 3000 Meter, ehe er bei den Halleneuropameisterschaften in Paris in 7:52,37 min die Silbermedaille hinter dem Deutschen Kim Bauermeister gewann. Im Jahr darauf verteidigte er bei den Balkan-Hallenmeisterschaften in Piräus in 7:53,08 min seinen Titel über 3000 Meter und belegte daraufhin bei den Hallenweltmeisterschaften in Barcelona in 8:02,89 min den neunten Platz. Im August schied er dann bei den Freiluft-Weltmeisterschaften in Göteborg mit 3:43,20 min in der ersten Runde über 1500 Meter aus. 1996 siegte er bei den Balkan-Hallenmeisterschaften in Piräus mit neuem Meisterschaftsrekord von 7:49,60 min über 3000 Meter und belegte dann bei den Halleneuropameisterschaften in Stockholm in 7:50,94 min den vierten Platz. Im Juli kam er bei den Olympischen Sommerspielen in Atlanta mit 3:38,33 min nicht über die Vorrunde über 1500 Meter hinaus und anschließend gewann er bei den Balkanspielen in Niš in 14:17,9 min die Silbermedaille im 5000-Meter-Lauf hinter dem Jugoslawen Dragoslav Prpa. Im Jahr darauf siegte er in 8:03,70 min ein weiteres Mal über 3000 Meter bei den Balkan-Hallenmeisterschaften in Piräus und gewann dann im Juni bei den Balkanspielen in Athen in 3:41,82 min die Goldmedaille über 1500 Meter. Daraufhin siegte er in 3:45,37 min auch bei den Spielen der Frankophonie in Antananarivo über diese Distanz. 1998 siegte er in 3:46,59 min über 1500 Meter bei den Balkan-Hallenmeisterschaften in Piräus und belegte anschließend bei den Halleneuropameisterschaften in Valencia in 7:56,09 min den sechsten Platz über 3000 Meter. Im Jahr darauf gewann er bei den Balkan-Hallenmeisterschaften in Piräus in 8:10,98 min die Silbermedaille über 3000 Meter hinter dem Türken Metin Sazak und 2000 schied er bei den Halleneuropameisterschaften in Gent mit 8:04,67 min im Vorlauf aus. 2002 siegte er in 8:12,67 min bei den Balkan-Hallenmeisterschaften in Piräus und im Jahr darauf gewann er bei den Balkan-Hallenmeisterschaften in Athen in 3:55,53 min die Bronzemedaille über 1500 Meter hinter dem Griechen Kostas Karakatsanis und Darko Radomirović aus Jugoslawien. 2005 beendete er dann seine aktive sportliche Karriere im Alter von 35 Jahren.
In den Jahren von 1991 bis 1996 sowie 2002 wurde Olteanu rumänischer Meister im 1500-Meter-Lauf sowie 1993 und 1994, 1996, 1998 und 2000 sowie 2002 über 5000 Meter. Zudem wurde er 1999 und 2000 Hallenmeister über 3000 Meter.

## Persönliche Bestleistungen
- 1500 Meter: 3:38,33 min, 29. Juli 1996 in Atlanta
  - 1500 Meter (Halle): 3:44,89 min, 14. Februar 1996 in Moskau
- Meile: 3:58,18 min, 29. Mai 1994 in Bukarest
- 2000 Meter: 5:02,27 min, 9. Juni 1998 in Bratislava (nationale Bestleistung)
- 3000 Meter: 7:53,83 min, 22. Juni 1995 in Zagreb
  - 3000 Meter (Halle): 7:48,47 min, 6. Februar 1998 in Budapest (rumänischer Rekord)
- 5000 Meter: 13:33,80 min, 22. Juli 1994 in Bukarest